# Ratpenat llengut de Thomas
El ratpenat llengut de Thomas (Hsunycteris thomasi) és una espècie de ratpenat de la família dels fil·lostòmids. Viu a Bolívia, Colòmbia, Veneçuela, Guyana, Surinam, la Guaiana Francesa, l'est del Perú, l'Equador i al nord del Brasil.
Fou anomenat en honor de l'eminent mastòleg britànic Oldfield Thomas.